# The Birth of a Nation (película de 2016)
The Birth of a Nation es una película biográfica estadounidense sobre Nat Turner, el esclavo afroamericano que llevó una rebelión de esclavos al Condado de Southampton en 1831. La película fue escrita, producida y dirigida por Nate Parker, quien también interpreta a Nat Turner. Parker escribió el guion y solicitó a los financieros que invirtieran en la película. En última instancia, tuvo un presupuesto de producción US$10 millones y fue filmada en el estado estadounidense de Georgia en mayo de 2015. Junto a Parker, la película cuenta con las actuaciones de Armie Hammer, Aja Naomi King, Jackie Earle Haley, Penelope Ann Miller y Gabrielle Union.  
La película se estrenó en la competencia del Festival de Cine de Sundance de 2016 el 25 de enero de 2016. Fox Searchlight Pictures posteriormente compró los derechos mundiales de distribución de la película en un acuerdo de US$17,5 millones, la mayor venta de derechos de distribución en el festival de cine hasta la fecha.

## Sinopsis
Nat Turner es un niño esclavo a quien enseñan a leer para que pueda estudiar la Biblia y así ser el predicador de sus compañeros esclavos. Cuando el amo de Turner lo lleva a recorrer todo el campo cercano en una gira de predicación, aprovecha para sacar provecho de su predicación, Turner comienza a ver el alcance de la esclavitud y decide convertirse en un líder diferente.

## Reparto
- Nate Parker como Nat Turner.[3]
- Armie Hammer como Samuel Turner.[3]
- Mark Boone Junior[3]
- Colman Domingo como Hark Turner.[3]
- Aunjanue Ellis como Nancy Turner.[3]
- Dwight Henry[3]
- Aja Naomi King como Cherry.[3]
- Esther Scott como Bridget Turner.[3]
- Roger Guenveur Smith como Isaiah.[3]
- Gabrielle Union[3]
- Penelope Ann Miller como Elizabeth Turner.[3]
- Jackie Earle Haley[3]
- Tony Espinosa as young Nat.[3]
- Jayson Warner Smith como Hank Fowler.[3]
- Jason Stuart como Joseph Randall.[3]

## Título
La película de 2016 utiliza el mismo título que «el título de la película de 1915 de la propaganda KKK de D.W. Griffith de una manera muy decidida», según The Hollywood Reporter. Nate Parker dijo que su película tenía el mismo título «irónicamente, pero más por diseño». Él dijo a la revista Filmmaker, «la película de Griffith se basó en gran medida de la propaganda racista para evocar el miedo y la desesperación como una herramienta para consolidar la supremacía blanca como el elemento vital del sustento de América, no hizo esta película para motivar el resurgimiento masivo del grupo terrorista del Ku Klux Klan y la carnicería de personas de ascendencia africana, que sirvió como la base de la industria del cine que conocemos hoy. Él reclamó este título y lo reutilizó como una herramienta para desafiar el racismo y la supremacía blanca en Estados Unidos, para inspirar una actitud desenfrenada hacia todas y cada una de las injusticias en este país (y en el extranjero) y promover el tipo de confrontación honesto que galvanizará a nuestra sociedad hacia la curación y un sostenido cambio sistémico».